# Gemellipora minutipora
Gemellipora minutipora är en mossdjursart som beskrevs av Ferdinand Canu och Ray Smith Bassler 1929. Gemellipora minutipora ingår i släktet Gemellipora och familjen Pasytheidae. Inga underarter finns listade i Catalogue of Life.